# Curvularia fimicola
Curvularia fimicola är en svampart som beskrevs av Faurel & Schotter 1966. Curvularia fimicola ingår i släktet Curvularia och familjen Pleosporaceae.   Inga underarter finns listade i Catalogue of Life.